# Super Bowl 50
A Super Bowl 50 a 2015-ös NFL-szezon döntője. A mérkőzést a Levi’s Stadiumban játszották, Santa Clara-ban, 2016. február 7-én.

## Arany Super Bowl
A Super Bowl 50. nagydöntőjének másik neve az Arany Super Bowl (Golden Super Bowl). A mérkőzést Golden State (Kalifornia) területén játszották, a San Francisco 49ers stadionjában, amely nevét a kaliforniai aranyláz aranyásói emléke után kapta. Az 50. évforduló hagyományosan aranyévfordulóként ismert.
A szezon folyamán az arany szín dominált az NFL megjelenésében. A logókban is jellegzetes az aranyszín, a pályákon az 50 yardos vonalat jelző szám arany színű volt.

## Elnevezés
A korábbiakkal megegyező római számmal írt elnevezés (Super Bowl L) helyett ezt a mérkőzést arab számmal jelölik Super Bowl 50 néven. Jaime Weston, a liga alelnöke szerint ennek az elsődleges oka, hogy az „L” betű kevésbé volt alkalmas esztétikus logó tervezésére.

## A döntő résztvevői
A mérkőzés egyik résztvevője a Carolina Panthers, amely az alapszakaszból az NFC első kiemeltjeként jutott a rájátszásba 15–1-es mutatóval. Erőnyerőként csak a konferencia-elődöntőben játszott először. Itt hazai pályán a Seattle Seahawkst győzte le. A konferenciadöntőben szintén hazai pályán győzött a Arizona Cardinals ellen. A Carolina korábban egyszer játszott Super Bowlt, amelyet elvesztett (XXXVIII).
A másik résztvevő a Denver Broncos, amely az alapszakaszból az AFC első kiemeltjeként jutott a rájátszásba 12–4-es mutatóval. Erőnyerőként csak a konferencia-elődöntőben játszott először. Itt hazai pályán a Pittsburgh Steelerst győzte le. A konferenciadöntőben szintén hazai pályán győzött a címvédő New England Patriots ellen. A Denver korábban hétszer játszott Super Bowlt, ebből kettőt nyert meg (XXII, XXIII).

## A mérkőzés
A mérkőzést a Denver nyerte 24–10-re és története során harmadik alkalommal nyerte meg a Super Bowlt.
| N | Idő   | Drive | Drive | Drive     | Csapat   | Play leírása                                                                                | Pont     | Pont    |
| N | Idő   | Play  | Yard  | Időtartam | Csapat   | Play leírása                                                                                | Panthers | Broncos |
| - | ----- | ----- | ----- | --------- | -------- | ------------------------------------------------------------------------------------------- | -------- | ------- |
| 1 | 10:43 | 10    | 64    | 4:17      | Broncos  | Mezőnygól. Brandon McManus 34 yardról.                                                      | 0        | 3       |
| 1 | 6:34  | –     | –     | –         | Broncos  | Touchdown. Malik Jackson, fumble utáni 0 yardos visszahordás, Brandon McManus jutalomrúgás. | 0        | 10      |
|   |       |       |       |           |          |                                                                                             |          |         |
| 2 | 11:25 | 9     | 73    | 4:50      | Panthers | Touchdown. Jonathan Stewart 1 yardos futás, Graham Gano jutalomrúgás.                       | 7        | 10      |
| 2 | 6:58  | 4     | –1    | 2:13      | Broncos  | Mezőnygól. Brandon McManus 33 yardról.                                                      | 7        | 13      |
|   |       |       |       |           |          |                                                                                             |          |         |
| 3 | 8:18  | 7     | 54    | 2:30      | Broncos  | Mezőnygól. Brandon McManus 30 yardról.                                                      | 7        | 16      |
|   |       |       |       |           |          |                                                                                             |          |         |
| 4 | 10:21 | 6     | 29    | 2:56      | Panthers | Mezőnygól. Graham Gano 39 yardról.                                                          | 10       | 16      |
| 4 | 3:08  | 3     | 4     | 0:56      | Broncos  | Touchdown. C. J. Anderson 2 yardos futás, sikeres kétpontos kísérlet.                       | 10       | 24      |